# Pollenia hirtiventris
Pollenia hirtiventris este o specie de muște din genul Pollenia, familia Calliphoridae. A fost descrisă pentru prima dată de Malloch în anul 1935. Conform Catalogue of Life specia Pollenia hirtiventris nu are subspecii cunoscute.